# Оле Поульсен
Оле Поульсен (дан. Ole Poulsen, 16 грудня 1941) — данський яхтсмен.
Олімпійський чемпіон 1964 року в класі Дракон.
Чемпіон світу в класі Дракон 1965 року.